# Az öreg halász és a tenger (regény)
Az öreg halász és a tenger (The Old Man and the Sea) Ernest Hemingway amerikai író 1952-ben kiadott kisregénye, amely alkotójának 1954-ben megszerezte az irodalmi Nobel-díjat. A mű Santiagónak, az egyszerű kubai halásznak a tengerrel folytatott heroikus küzdelmét mutatja be, amelyben a főhős Hemingwaynek az emberről alkotott végső gondolatát is megfogalmazza:
…az ember nem arra született, hogy legyőzzék… Az embert el lehet pusztítani, de nem lehet legyőzni.
A művet Ottlik Géza fordította magyarra, azonban Hemingway regényének megtévesztő címet adott – melyről 2009-ben egy hévízi konferencián Zalán Tibor tartott előadást – (az eredeti cím: „Öreg ember és a tenger”), mivel részletes leírásokkal bizonyítható a műből, hogy Santiago horgászik, és nem halászik.

## Cselekmény
|  | Alább a cselekmény részletei következnek! |

A mű egy rövid bevezetővel indul, mely elmondja mindazt, ami eddig történt: „A halász már öreg volt, kis csónakján egyedül halászott a tengeren, a Golf-áramlat mentén, s immár nyolcvannégy napja, hogy nem fogott semmit. Eleinte, negyven napig egy fiú is vele ment mindig. De aztán, hogy negyven napig nem fogtak semmit, a fiú szülei azt mondták, hogy az öreg most már igazán és végérvényesen salao, ami a legsúlyosabb szó a balszerencsés emberre, úgyhogy a fiú, parancsukra, ettől fogva egy másik hajóval ment halászni, és fogtak is mindjárt az első héten három nagy halat.”
A fiú azonban nem csak ezt a negyven napot töltötte az öreggel. 5 éves volt, amikor Santiago először kivitte magával a tengerre, s azóta elválaszthatatlan jó barátok lettek. A fiú, ahogy telt az idő egyre inkább gondoskodott az idősödő Santiagóról. Élelmet, kávét, újságot vitt neki minden nap, s kedvenc beszédtémájuk a baseball.

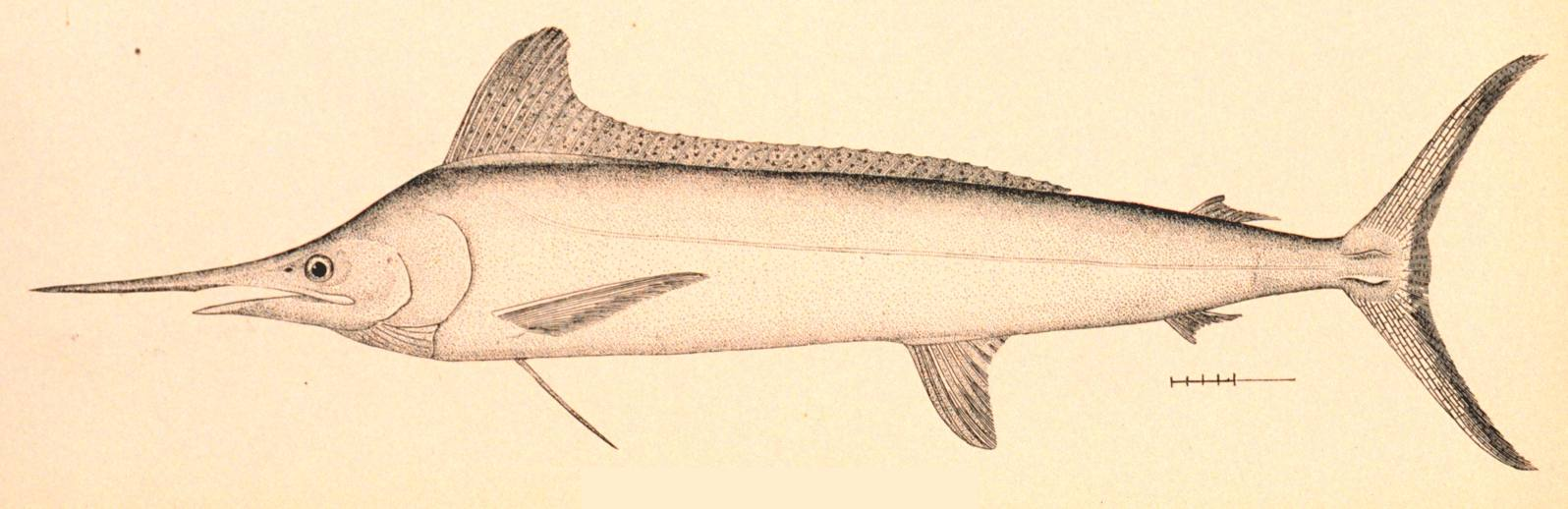
A nagy hal, a marlin

A 85. napon a halász immár magában evez ki a tengerre, messzire megy, mert eljött az ősz, a nagyhal ideje. Az óceánon a fregattmadár jelezte számára, hogy nagy zsákmányt rejt a víz mélye. A sejtése beigazolódott. Horgára akadt egy nagy hal, amely jó két napon át vonszolja őt csónakostul. A harmadik napon sikerül elejteni a zsákmányt, s megindul a hazasegítő passzátszél is. Ám jönnek a cápák, melyek közül jó néhányat hősies küzdelemben megöl Santiago, a partra azonban már mégis csak a nagy hal csontvázával tér vissza. Kezei tönkrementek a hal súlya alatt, szervezetét igen megviselte a tengeri kaland. Manolin, az érte aggódó fiú szinte sírva fakad, amikor meglátja állapotát. Kávét hoz neki, őrzi álmát, s kijelenti, hogy ismét együtt fognak halászni, mert még nagyon sokat kell tanulnia az öregtől. Santiago azonban már alszik, s ismét oroszlánokkal álmodik, mint eddig szinte minden éjjel életében.
Santiagón külsőre is igen látszottak az öregség jelei: teste elgyötört volt, válla széles a rengeteg munkától, arcát a nap sütötte barnára, bal keze órákon át zsibbadt, mégis tartotta a halat, testén egymást érték a kötél vágta sebek, a kevés alvás miatt beszéde zavarodott volt, hangos beszédével pedig magányosságát igyekezett legyőzni.
|  | Itt a vége a cselekmény részletezésének! |

## Magyarul
- Az öreg halász és a tenger; ford. Ottlik Géza; Új Magyar Kiadó, Bp., 1956

## Emlékezete
Dániel Anna Margot királyné gobelinjei című regényének főszereplője, Lonka kétszer is olvasta a művet.